# لامورا (فلم)
لا مورا (بالإسبانية: La Mora) أو الحب في زمن الحرب، هو فيلمٌ مغربيٌ عُرض عام 2020، أخرجه المخرج محمد إسماعيل، وهو آخر فيلم يخرجه.

## قصة الفيلم
أثناء الحرب الأهلية الإسبانية يقوم الجنرال فرانثيسكو فرانكو، أثناء الاحتلال الإسباني لجزء من المغرب، بالاستعانة لجنود مغاربة ضد خصومه الجمهوريين في إسبانيا، ويُوهم الجنود أنهم يحاربون لنصرة الدين الإسلامي من الكفار، وإن كان البعض يشترك في الحرب بدافع الحاجة.
يتلقى المجند المغربي شعيب (المهدي فولان) الفتاة الإسبانية الجميلة ماريا (فرح الفاسي)، وهي شابة معاقة تعاني من إهمال أبناء وطنها. تنشأ قصة حب بينهما، وتُولد فتاة في إسبانيا نتيجة هذا الحب.
مع مرور السنوات، تبدأ روز (هاجر بولعيون) الفتاة المولودة في إسبانيا رحلة بحث عن والدها المغربي.

## إنتاج الفيلم
بدأت فكرة الفيلم من خلال مشاهدت المخرج محمد إسماعيل في مدينته تطوان، لعدد من كبار السن مشوهين، أو مبتوري الأطراف، واتضح أنهم جنود مغاربة شاركوا في الحرب الأهلية الإسبانية، ولذلك كتب سيناريو الفيلم كلٌ من محمد امزاوي، ومصطفى الشعبي، للتذكير بتضحيات هؤلاء الجنود، ومحو الصورة النمطية عنهم كقتلة، ومجرمين.
كان هذا الفيلم هو أول عمل سينمائي يجمع الممثل حسن فولان بابنه المهدي، كما كان أول ظهور سينمائي للمثلة هاجر بولعيون، وصُور عام 2019، وصُورت معظم مشاهد الفيلم في الشمال المغربي، في مدن القصر الكبير، وشفشاون، وتطوان، وهذه الأخيرة هي المدينة الت ينتمي إليها كلٌ فرح الفاسي بطلة الفيلم، ومحمد إسماعيل مخرج الفيلم، الذي شارك فيه ممثلون من المغرب وإسبانيا. فمن المغرب اشترك حسن فولان، صلاح ديزان، عباس كميل، فاروق ازنابط، حميد البوكيلي، عبد الإله إرمضان، محمد امزاوري، عبد السلام الصحراوي، جميلة سعد الله، نعمة بنعثمان، محمد عسو، هشام عبو، محمد بوغلاد ومن إسبانيا ظهرت الممثلة تيرما آيربي (في دور أم ماريا)، والممثلة خوانا راموس (في دور جدة ماريا).

## استقبال الفيلم
شارك الفيلم في مهرجان صاباتوكا في كولومبيا في فبراير 2020. ثم في المهرجان الوطني للفيلم بطنجة في دورته الحادية والعشرين ما بين 28 فبراير إلى 7 مارس 2020، وكذلك مهرجان تطوان الدولي لسينما بلدان البحر الأبيض المتوسط في دورته السادسة والعشرين المنعقد في الفترة ما بين 21 و28 مارس 2020.
لكن الفيلم كان فاشلا ماديا، ولم يستطع المخرج استعادة ماله الذي أنفقه على الإنتاج، ولا تسديد الصكوك التي كتبها على نفسه لتمويل الإنتاج، وما زاد الطين بلة أنه لم يحصل على إلا على ثلث الدعم الذي وُعد به قبل الإنتاج، وأُصيب المخرج بعد ذلك بانهيار عصبي، وجلطة دماغية، ثم وفاته في 20 مارس 2021.
إلا أن الفيلم شارك بعد وفاة مخرجه في مهرجان غرناطة السينمائي الدولي في نوفمبر 2022، ثم في مهرجان فاس لسينما المدينة في ديسمبر من نفس العام، وفازت الممثلة فرح الفاسي بجائزة "أحسن ممثلة" في كلا المهرجانين.

## مصدر
1. 1 2 3 4  محمد إسماعيل يعرض فيلمه الجديد “لامورا” بكولومبيا نسخة محفوظة 2024-02-24 على موقع واي باك مشين.
2. ↑  لامورا أو الحب في زمن الحرب
نسخة محفوظة 2025-01-14 على موقع واي باك مشين.
3. ↑  المهرجان الوطني الحادي والعشرون للفيلم بطنجة
4. 1 2  كاميرا محمد إسماعيل جابت عالم التهريب وتاريخ اليهود المغاربة نسخة محفوظة 2024-12-04 على موقع واي باك مشين.
5. 1 2  "لامورا" فيلم مغربي يطبّب بالحب جراح الحرب نسخة محفوظة 2020-06-10 على موقع واي باك مشين.
6. ↑  لامورا أول عمل يجمع حسن فلان بابنه المهدي نسخة محفوظة 2024-11-05 على موقع واي باك مشين.
7. 1 2  ”لامورا”.. قصة حب في زمن الحرب تعيد للأذهان تاريخ “الحرب الأهلية” الإسبانية نسخة محفوظة 2020-03-02 على موقع واي باك مشين.
8. ↑  من إسبانيا..مهرجان غرناطة السينمائي يتوج فرح الفاسي بجائزة أحسن ممثلة نسخة محفوظة 2022-12-07 على موقع واي باك مشين.
9. ↑  للمرة الثانية..فيلم لامورا يهدي فرح الفاسي جائزة أحسن ممثلة نسخة محفوظة 2023-01-29 على موقع واي باك مشين.

## وصلات خارجية
- لامورا على موقع IMDb (الإنجليزية)
- لامورا على موقع قاعدة بيانات الأفلام العربية
- لامورا على موقع قاعدة بيانات الفيلم (الإنجليزية)
- لامورا على موقع ليتربوكسد (الإنجليزية)
- لامورا على موقع كينوبويسك (الروسية)